# Don Mankiewicz
Don Mankiewicz (* 20. Januar 1922 in Berlin; † 25. April 2015 in Monrovia, Kalifornien) war ein US-amerikanischer Drehbuchautor und Buchautor.

## Leben
Mankiewicz ist ein Sohn des Drehbuchautors Herman J. Mankiewicz. Ein Onkel war der ebenfalls im Filmgeschäft tätige Joseph L. Mankiewicz. Mankiewicz studierte bis zu seinem Abschluss 1942 an der Columbia University, diente in der United States Army und arbeitete für den New Yorker. 1954 veröffentlichte er den Roman Trial, der auch verfilmt wurde. In den 1950er und 1960er Jahren war er in der Demokratischen Partei aktiv.
Ab den frühen 1950er Jahren war er als Drehbuchautor vornehmlich für Fernsehserien und -filme tätig. Für das Drehbuch zu dem Gerichtsdrama Laßt mich leben wurde er 1959 gemeinsam mit Nelson Gidding für den Oscar in der Kategorie „Bestes adaptiertes Drehbuch“ nominiert. Für den 1962 erschienenen oscarnominierten Dokumentar-Kurzfilm The Road to the Wall von Robert Saudek schrieb er das Drehbuch. Für seine Arbeit an der Serie Der Chef war er 1968 für den Emmy nominiert. Eine weitere Nominierung folgte 1970 für sein Drehbuch zu einer Folge der Serie Dr. med. Marcus Welby. Zuletzt trat er 1995 als Drehbuchautor in Erscheinung.
Mankiewicz war zwei Mal verheiratet. Sein 1954 geborener Sohn aus zweiter Ehe, John Mankiewicz, ist als Drehbuchautor und Produzent tätig. 

## Filmografie (Auswahl)
- 1955: Das Komplott (Trial)
- 1957: Der Henker nimmt Maß (House of Numbers)
- 1958: Laßt mich leben (I Want to Live!)
- 1962: Der Chapman-Report (The Chapman Report)
- 1962: The Road to the Wall (Dokumentar-Kurzfilm)
- 1967: Raumschiff Enterprise (Star Trek, Fernsehserie, 1 Folge)
- 1967–1968: Der Chef (Ironside, Fernsehserie)
- 1969–1970: Dr. med. Marcus Welby (Marcus Welby, M.D., Fernsehserie, 2 Folgen)
- 1986: MacGyver (Fernsehserie, 1 Folge)